# Berzelii ek

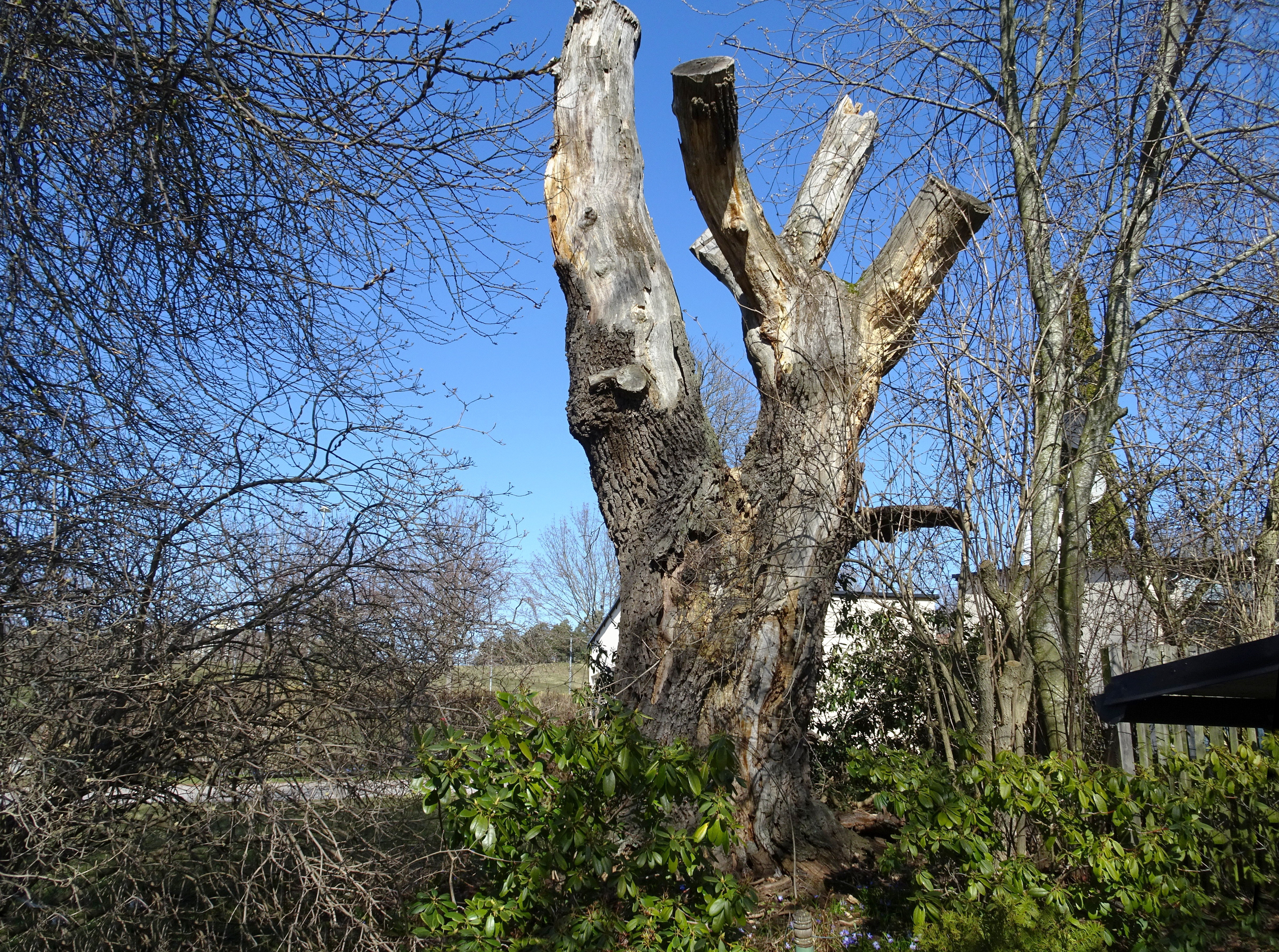
Berzelii ek, april 2020.

Berzelii ek kallas en naturminnesmärkt ek i Danderyds kommun. Eken står i ett villaområde på Kevinge strand vid Edsviken, inte lågt från Kevinge gård. Trädet är numera en högstubbe, eller vad man ibland kallar ekruin.

## Historik

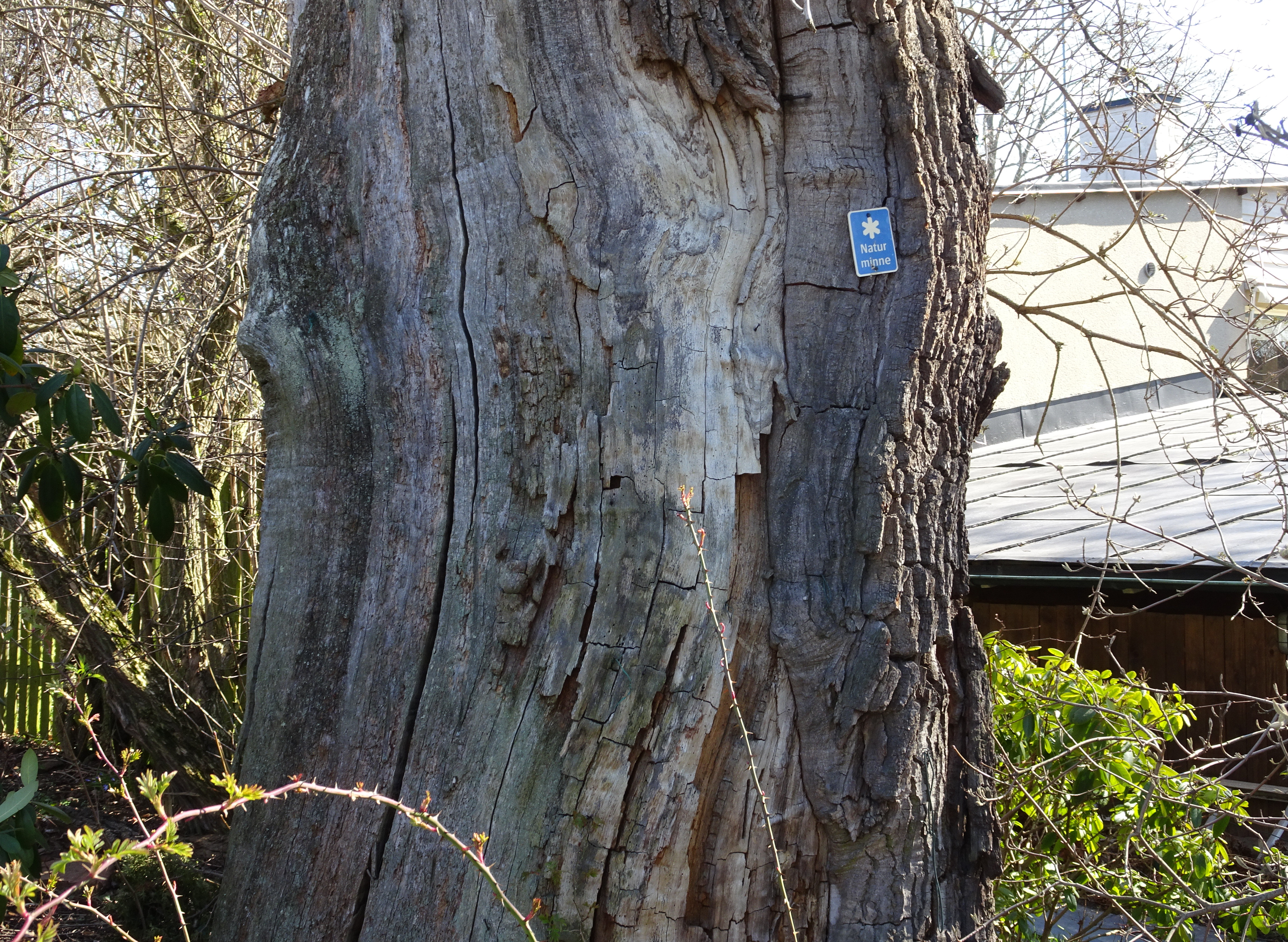
Berzelii ek med naturminnesmärket.

Berzelii ek hörde en gång i tiden till Kevinge gårds ägor. Eken är uppkallad efter kemisten Jöns Jacob Berzelius. Han var god vän till ägaren av Kevinge gård, statsrådet Gabriel Poppius, och efter att under 20 år att ha varit en trogen gäst på Kevinge, gifte han sig 1835 med Poppius 24-åriga dotter Elisabet Johanna ”Betty”. Enligt traditionen skedde förlovningen under just denna ek. Paret Berzelius vistades långa tider på Kevinge som utgjorde även deras sommarnöje.

## Beskrivning
Berzelii ek står idag på privatfastigheten Bojen 1 inne i ett villaområde på Kevinge strand nr 9. Eken ställdes den 9 januari 1967 under naturminnesskydd. Eken har länge varit i dålig kondition och 1977 ansades grenverket ordentligt. Året därpå beslutades om upphävande av naturminnesskyddet. Markägaren överklagade dock till kammarrätten som undanröjde Länsstyrelsens beslut. När trädet besiktigades år 2000 fann man så kraftiga rötskador i både stam och grenar, att man av säkerhetsskäl fick beskära trädet till så kallad högstubbe. De kvarstående resterna av Berzelii ek fortsätter att vara naturminne. Stamomkretsen i brösthöjd är 435 centimeter. Berzelii ek är ett av fyra naturminnen i Danderyds kommun, ett av dem är närbelägna Sjukhuseken.